# Dury (Pas-de-Calais)
Dury é uma comuna francesa na região administrativa de Altos da França, no departamento de Pas-de-Calais. Estende-se por uma área de 5,31 km². Em 2010 a comuna tinha 341 habitantes (densidade: 64,2 hab./km²).